# The Sad Sack
The Sad Sack (em Portugal: O Herói do Regimento e no Brasil: O Bamba do Regimento) é um filme de comédia de 1957 baseado na tira de jornal de mesmo nome, dirigido por George Marshall e protagonizado por Jerry Lewis.

## Sinopse
Meredith Bixby (Jerry Lewis) é um recruta que não consegue seguir à risca os procedimentos do Exército e um dos poucos norte-americanos capazes de construir um equipamento bélico. E por saber tudo sobre armas de fogo, Bixby acaba sendo sequestrado por árabes que precisam de sua ajuda.

## Elenco
- Jerry Lewis - Meredith Bixby
- David Wayne - Dolan
- Phyllis Kirk - Major Shelton
- Peter Lorre - Abdul
- Joe Mantell - Recruta Stan Wenaslawsky
- Gene Evans - Sargento Pulley
- George Dolenz - Ali Mustapha
- Liliane Montevecchi - Zita
- Shepperd Strudwick - General Vanderlip
- Abraham Sofaer - Hassim
- Mary Treen - Sargento Hansen